# 庫韋奇奇
51°37′34″N 30°57′7″E / 51.62611°N 30.95194°E

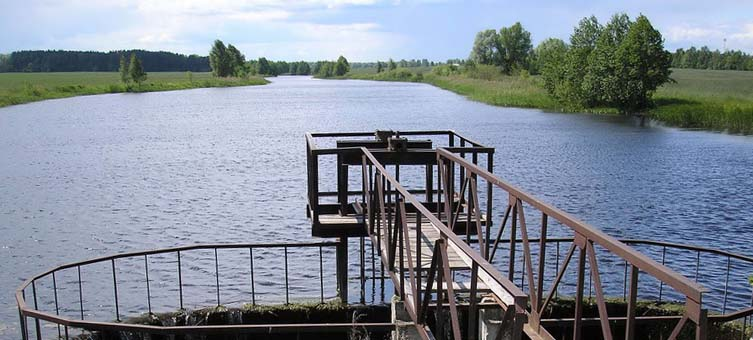

庫韋奇奇（烏克蘭語：Кувечичі）是位於烏克蘭北部切爾尼希夫州裏切爾尼希夫區的村莊，始建於1572年，面積2.33平方公里，海拔高度151米，2001年人口623，人口密度每平方公里268人。